# 무장초등학교
무장초등학교는 대한민국 전북특별자치도 고창군 무장면 무장리에 있는 공립 초등학교이다.

## 학교 연혁
- 1909년 8월 23일 사립무창학교, 사립동명학교 설립
- 1910년 12월 1일 사립무장학교로 개편(무창학교, 동명학교 병합)
- 1911년 9월 15일 무장공립보통학교 인가
- 1925년 2월 1일 6년제 인가
- 1938년 4월 1일 무장제일공립심상소학교로 개칭
- 1941년 4월 1일 무장중앙공립국민학교로 개칭
- 1951년 5월 1일 무장국민학교로 개칭
- 1994년 3월 1일 송현국민학교 합병
- 1995년 3월 1일 덕림국민학교 합병
- 1996년 3월 1일 무장초등학교로 개칭
- 2004년 3월 15일 교사 신축 이전
- 2007년 3월 1일 신왕초등학교 통폐합
- 2023.12.29 제113회 졸업식(졸업생 20명, 총 11,027명 졸업)
- 2023.09.01 제35대 조연희 교장 부임
- 2024.03.01 7학급 편성(특수 1학급), 병설유치원 1학급 편성

## 같이 보기
- 고창 무장동헌
- 고창초등학교
- 흥덕초등학교

## 참고 자료
- 무장초등학교 - 한국교육학술정보원 학교알리미